# Тлаке (Рогатець)
Тлаке (словен. Tlake) — поселення в общині Рогатець, Савинський регіон, Словенія. Висота над рівнем моря: 261,7 м.